# 附田雄剛
附田 雄剛（つきた ゆうご、1976年7月18日 - ）は、日本のモーグル選手。北海道石狩町（現石狩市）出身。札幌光星高等学校、北海道東海大学（現在は東海大学に統合）卒業後、リステル入社。所属するリステル猪苗代は、リステルスキーファンタジアというスキー場を併設している。
マネジメントは エクステンション。

## 主な戦績
- フリースタイルスキー・ワールドカップ:モーグル〜2位4回、3位3回、デュアルモーグル〜優勝1回、2位2回、3位2回
- 1998年長野オリンピック日本代表:予選18位
- 2002年ソルトレークシティオリンピック日本代表:決勝進出、16位
- 2003年FISフリースタイルスキー世界選手権大会デュアルモーグル:銀メダル
- 2006年トリノオリンピック日本代表:予選32位